# Зак Хил
Захари Чарлз Хил (роден на 28 декември 1979) е американски мултиинструменталист и визуален артист. Той е най-известен като барабанист и продуцент на експерименталната хип-хоп група Дет Грипс, и рок групата Hella.

## Дискография

### С Death Grips
- The Money Store
- No Love Deep Web
- Government Plates
- Fashion Week
- The Powers That B
- Bottomless Pit
- Year of the Snitch

### Микстейпове
- Exmilitary

### EP
- Death Grips
- Interview 2016
- Steroids (Crouching Tiger Hidden Gabber Megamix)